# Filzmoos-Siedlung
Die Filzmoos-Siedlung ist ein Ortsteil der Gemeinde Sankt Jakob im Walde im Bezirk Weiz in der Steiermark.
Obwohl zur Gemeinde Sankt Jakob gehörend, liegt die Filzmoos-Siedlung bei der nordöstlichen Nachbargemeinde Ratten, am welches sie direkt angebaut ist: Ratten mit dem historischen Ortskern liegt rechts der Feistritz, der hier die Gemeindegrenze bildet, und Filzmoos-Siedlung an der linken Seite im benachbarten Sankt Jakob. Die Siedlung ist in der Vorrangzonenkarte des Landes Steiermark als bevorrangte Zone für Bebauung ausgewiesen.